# Мусагет (издательство)
«Мусагет» — московское издательство символистов, существовавшее в 1909—1917 гг. «Мусагет» издавал русские и переводные книги, в основном стихи поэтов-символистов и критику философского и религиозно-мистического профиля.

## История
«Мусагет» был организован в 1909 году музыкальным и литературным критиком Э. К. Метнером. Название «Мусагет» — в честь Аполлона, — означает «водитель муз». Э. К. Метнер объяснял название так: «…1) противопоставить царящему в современном искусстве дионисизму принцип гармонического аполлонизма; 2) показать, что издательство принимает все девять муз, включая музу науки, понимаемой артистически, как культурная сила…».
Основателями и ближайшими сотрудниками издательства были поэты Андрей Белый и Эллис, а также литераторы и переводчики А. С. Петровский и М. И. Сизов. Секретарями «Мусагета» работали А. М. Кожебаткин (1911—1912 гг.), затем его сменил В. Ф. Ахрамович (1912—1913), и, наконец, с октября 1913 г. Н. П. Киселёв (впоследствии выдающийся книговед). «Заведующим коммерческой частью» с 1914 г. был В. В. Пашуканис.
«Мусагет» был не просто издательством, но идейным центром, кружком единомышленников, разделяющих близкие взгляды. Как писал Андрей Белый: «…фактически уже „Мусагет“ — клуб, где бывают философы, художники и т. д., то есть место завязывания новых идейных узлов, общений, планов и т. д.». Во всех изданиях «Мусагета» проявлялись личностные отношения и индивидуальные вкусы не только авторов, но и всех сотрудников, объединённых идеей служения культуре. Они декларировали принципиально некоммерческий характер «Мусагета». Высокая культура редакционной подготовки и качества оформления изданий сочеталась с дилетантизмом в организации и ведении дел.
В начале своей деятельности Эллис сформулировал «краткий план» работы «Мусагета»:
1. Перевод европейских писателей, по возможности современных, то есть одного с нами века или полстолетия.
2. Преимущественно художников перед критиками.
3. Но прозаиков перед поэтами.
4. Писателей классических, то есть создавших свой оригинальный стиль и не заимствовавших основные идеи своих творений.
5. Преимущественно не-реалистов.
6. Проведение строгой идеи самоцельности и автономности искусства (при выборе).
7. Избегать очень небольших, а также очень длинных произведений (лучше среднего объема 15—20 печ. листов).
8. Тщательно избегать вещей, носящих пророческий или проповеднический характер.
9. Предпочтение аристократическому стилю (в смысле sensations rares) перед вульгарным.
10. Меньше полемики.

В 1912 г. Андрей Белый стал фанатичным приверженцем антропософского учения Рудольфа Штейнера и пытался превратить «Мусагет» и издаваемый «Мусагетом» журнал «Труды и дни» в органы этого учения. Николай Бердяев писал о философских взглядах мусагетовцев той поры («Самопознание», гл. 7): «…Наиболее интересно было течение антропософическое. Оно увлекало более культурных людей. Вяч. Иванов был связан с оккультизмом, и одно время на него имела влияние А. Р. Минцлова, эмиссар Р. Штейнера в России. Андрей Белый сделался антропософом. Молодые люди, группировавшиеся вокруг „Мусагета“, все были захвачены антропософией или другими формами оккультизма. Искали тайных обществ, посвященных. Подозревали друг друга в причастности к оккультным организациям, В разговорах были оккультные намеки. Старались обнаружить оккультные знания, которых в действительности не было…».
Попытка изменить политику «Мусагета» вызвала резкий отпор со стороны Э. К. Метнера, приведший к разрыву между ним и А. Белым. Метнер писал: «„Мусагет“ навсегда останется литературным органом культуры и никогда не станет прозелитским органом оккультизма; без религии не мыслима культура, но насильно объединять всех членов „Мусагета“ в одну религиозную общину и проповедовать религиозное делание я никогда не позволю».
Издательство размещалось в Москве на Пречистенском (Гоголевском) бульваре в доме 31, который сохранился и поныне.
За годы существования «Мусагет» выпустил 44 издания, из них 14 переводов, 6 из которых, представлявших книги мыслителей прошлого, образовали серию «Орфей».
Средний тираж изданий «Мусагета» — 1460 экз. (201 экз. — минимальный и 3000 экз. — максимальный) со средней ценой 1 р. 90 коп.
В 1929—1931 годах работа издательства была возобновлена его основателем Э. Метнером в Швейцарии. Под логотипом «Мусагета» там был опубликован первый перевод на русский язык избранных трудов К. Г. Юнга, известного швейцарского психоаналитика, основателя аналитической психологии (К. Г. Юнг. Избранные труды по аналитической психологии. Авторизованное издание под общей редакцией Эмилия Метнера. Психологические типы. Перевод Софии Лорие. Книгоиздательство Мусагет. 1929).